# وریزیا کاریناتا
وریزیا کاریناتا(نام علمی: Vriesea carinata) نام یک گونه از تیره آناناسیان است.